# Birendranagara
Birendranagara (nepalese: वीरेन्द्रनगर) è una città del Nepal, capoluogo del distretto di Surkhet.
È una delle 58 municipalità del Nepal costituita nell'anno nepalese 2033 (1977 d.C.).
La città si trova nella valle del Bheri chiamata valle di Surkhet, facenti parti della zona interna del Terai.